# Riuada de Biescas de 1996
La riuada de Biescas de 1996 va ser una catàstrofe hidrològica que va ocórrer la tarda del 7 d'agost de 1996 al càmping Virgen de las Nieves, al municipi aragonès de Biescas, a la província d'Osca (Espanya). Unes fortes pluges torrencials van desencadenar una ràpida revinguda pel barranc d'Aràs, en la llera del qual hi havia situat el càmping Las Nieves, que va ser arrasat totalment per una allau de fang, roques i arbres en qüestió de minuts. Hi van morir 87 persones i en van resultar ferides prop de 200, esdevenint el pitjor desastre natural a Espanya en termes de vides humanes després de les riuades del 19 d'octubre de 1973.

## Precedents

### Accidents previs
Hi ha constància de diversos antecedents de característiques similars a les de la tragèdia de 1996 al barranc de l'Aràs. A finals d'octubre de 1913, les pluges torrencials van provocar greus anomalies, que el diari El Pirineo Aragonés va definir com a «continus desbordaments que impedeixen freqüentment el trànsit de persones i carruatges».
Anys després, durant la segona setmana de juny de 1929, el cotxe de línia que donava servei a Biescas va quedar atrapat al barranc de l'Aràs per causa de les fortes pluges que s'hi estaven produint aquells dies. El vehicle va travessar el llit del torrent —que aleshores havia adquirit un cabal molt elevat— i va quedar encallat. Tots els passatgers van aconseguir escapar, excepte un comerciant de la població que va optar per pujar al sostre de l'automòbil esperant auxili. Instants després, la força de l'aigua va enderrocar un dic proper i es va endur el vehicle. El seu cadàver va ser trobat hores després diversos metres avall de l'incident, esdevenint la primera víctima mortal documentada en aquella zona per les mateixes causes que l'accident de Las Nieves.

### Tasques hidrològiques-forestals de la zona
La conca vessant i la llera del torrent d'Aràs havien estat objecte d'una repoblació i canalització a través d'un projecte de restauració hidrològica-forestal. Els treballs es van començar durant la dècada de 1910 per a protegir la carretera de França i evitar que els arrossegaments colmatessin l'embassament de la Peña, llavors en construcció. Van consistir fonamentalment en repoblacions forestals a les lleres, combinades amb tècniques de retenció de sòls enfront de l'erosió i amb la construcció de dics de retenció de sediments de maçoneria hidràulica.
Durant les dècades de 1940 i 1950 es van construir 42 dics de contenció, i fins al 1965 es van concloure altres treballs de correcció del terreny. Posteriorment, entre el 1980 i el 1985 es van construir dos nous dics a les poblacions d'Aso i Yosa. Segons els informes de la Confederació Hidrogràfica de l'Ebre (CHE), aquestes tasques es van considerar en el seu moment com una obra modèlica de correcció hidrològica forestal i se'n va descartar l'existència de riscos.

Adequació dels trams del barranc d'Aràs en l'actualitat
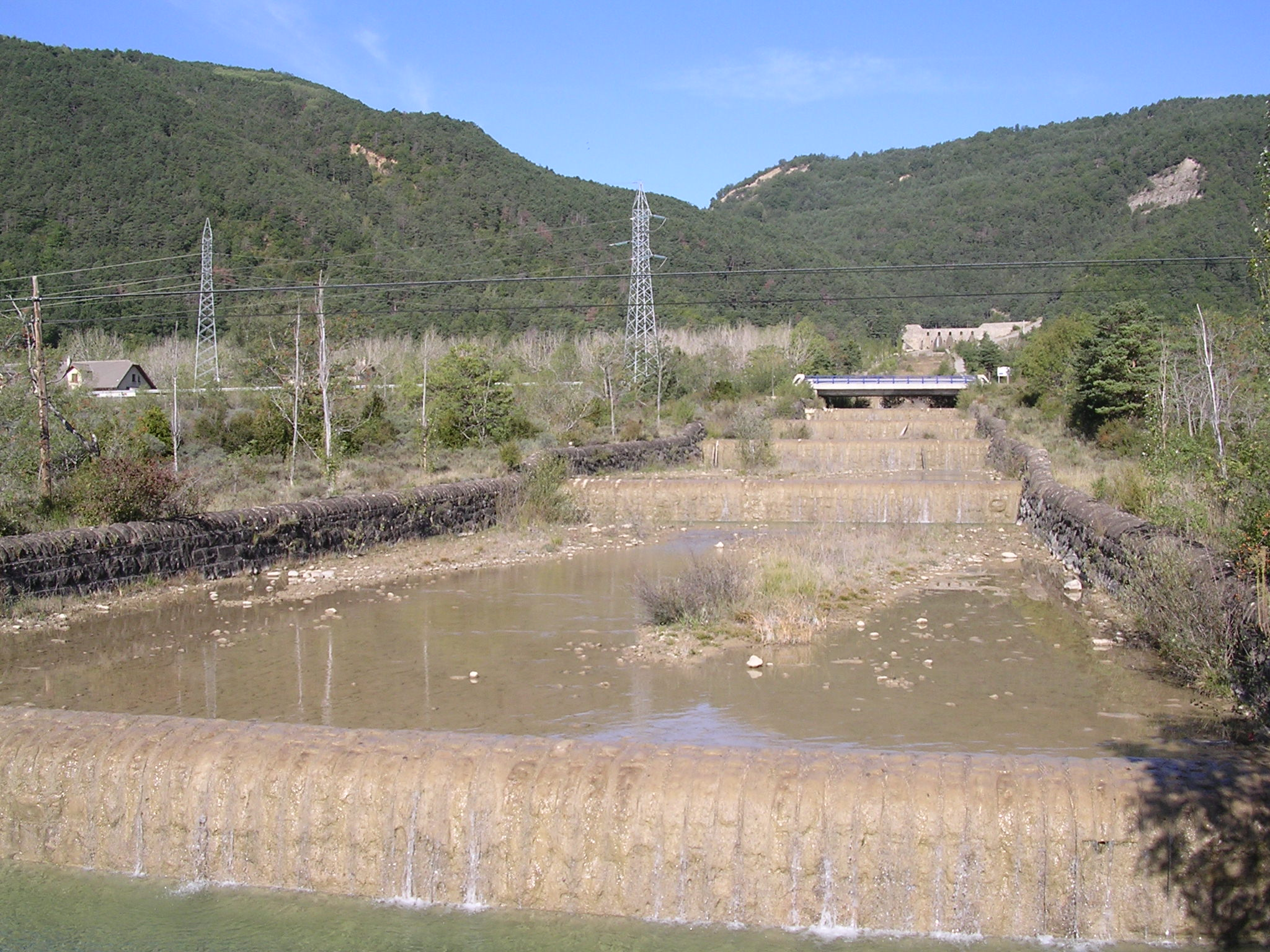
Any 2006
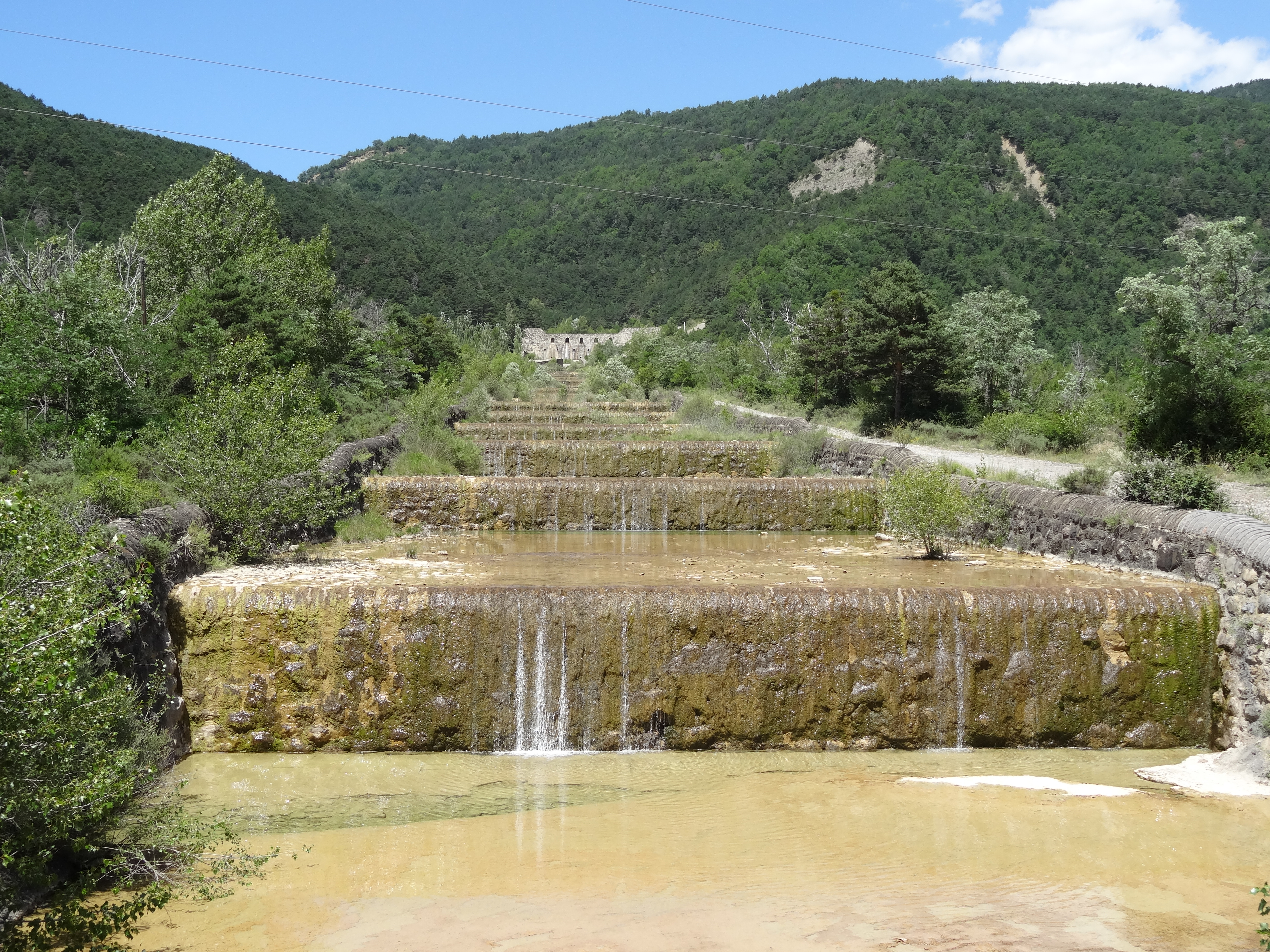
Any 2012
Any 2006

### Tramitació i permisos del càmping
L'any 1985, l'ajuntament de Biescas (amb l'alcalde d'Alianza Popular José María Bara al capdavant) i Luis Bardají (propietari del càmping) van iniciar els tràmits per a la cessió del terreny, d'utilitat pública i titularitat municipal a la zona de Mondurrey, però la gestió del qual pertanyia als serveis d'agricultura del Govern d'Aragó. En concret, la seva ubicació responia a la llera d'un con de dejecció del torrent d'aigua just abans de la seva desembocadura al riu Gállego, a un quilòmetre escàs aigües avall del municipi. La llicència de construcció incloïa una clàusula que exigia que entre la llera del barranc i el principi del càmping es deixés un espai de 7 metres per a futures obres. D'aquell any també se'n desprèn l'únic informe negatiu sobre el càmping, signat per un funcionari del Servei de Conservació del Medi Natural, Emilio Pérez Bujarrabal (enginyer de Monts), que qüestionava la seva afectació paisatgística i l'emplaçava a una altra ubicació. També advertia que el cabal de la muntanya podia suportar fins a 125 m³/s, però que una quantitat superior desbordaria el traçat natural i el cabal es desplaçaria al marge dret del traçat —on precisament es va ubicar el càmping. Malgrat això, no li va ser encarregat un informe posterior que corroborés o rebatés aquella informació, i les seves dades no van ser incorporades a l'expedient administratiu d'autorització de la Diputació General d'Aragó. Per la seva banda, Protecció Civil també va excloure la zona de les considerades de caràcter perillós.
Un any després, el conseller de la Diputació General, el socialista Enrique López, va donar el vistiplau en vistes dels informes favorables, i a través de la corporació municipal presidida per José Gracia (l'anterior alcalde del municipi, del PSOE) es va procedir a la requalificació del terreny davant la Comissió Provincial d'Ordenació del Territori. La tramitació va rebre els informes positius de les conselleries d'Ordenació del Territori, Agricultura i Indústria, Comerç i Turisme.
El 1986 Jose María Bara va concedir la llicència d'obres i, dos anys després, el 1988, va ser l'alcalde d'Izquierda Unida Agustín Ramón el que va concedir-ne la d'obertura definitiva. Bardají només va tenir problemes lligats al tractament i eliminació de les aigües residuals, ja que l'article 14.3 del decret 54/1984 de la Diputació General —relatiu a campaments de turisme i establiments dedicats a aquesta finalitat— exigia que la xarxa de sanejament estigués connectada a la general, o bé que es construís un sistema de depuració propi. L'apartat 7 d'aquesta llei prohibia la instal·lació de càmpings en lleres o torrents susceptibles de ser inundats, si bé el 1990 un altre decret passava a sotmetre aquesta categorització a la decisió del òrgans administratius competents. I els informes de la CHE i Protecció Civil l'eximien d'aquesta situació d'inundabilitat.
En paral·lel a les tasques administratives i a l'informe negatiu emès el 1985, l'any 1988 es publicava el sisè tom de l'Enciclopèdia Temàtica d'Aragó, dedicat a la flora del territori aragonès. En l'obra, dirigida pel biòleg català Pedro Montserrat, s'alertava en diverses ocasions dels perills del sòl inestable del barranc d'Aràs, envaït per l'arç groc, i de les nefastes conseqüències que això podia implicar pel càmping projectat:
| «                                                                    | Val la pena fixar-s'hi ja que li devem la defensa dels sòls inestables, uns pedregars inhòspits, i ha servit per recolonitzar el con de dejecció al barranc d'Aràs, sota el Sobremont, fixant el més inestable, quelcom que qualsevol dia pot tornar a baixar enterrant la urbanització projectada [en referència al càmping]. Hi ha llocs perillosos i la nostra planta cicatritza les ferides del paisatge, però la seva presència ha de posar-nos en alerta. | » |
| — Pedro Montserrat, Enciclopèdia Temàtica d'Aragó. Tom 6, pàgina 211 | |   |

| «                                                                    | Certament allà [al riu Gállego] competeix amb les sargues i els rosers i penetra als cons de barrancs laterals com el d'Aràs, que ara es pretén urbanitzar. És mata de mal averany, d'ambient torrencial, de rambla indòmita que algun dia tornarà a la càrrega; voldria ser mal profeta. | » |
| — Pedro Montserrat, Enciclopèdia Temàtica d'Aragó. Tom 6, pàgina 272 | |   |

En definitiva, el càmping Virgen de las Nieves va obrir les portes el 1988 amb la qualificació de càmping de primera categoria i una capacitat de 600 places, després de superar tres expedients administratius sense cap alegació ni recurs i amb l'aprovació municipal i autonòmica dels quatre principals partits aragonesos. L'any 1996, prèviament a la fatalitat natural del mes d'agost, el Club de l'Automòbil d'Alemanya (ADAC) el va recomanar als seus 13 milions d'afiliats com a càmping excel·lent.

## Fets
Aproximadament a les 18:00 hores del 7 d'agost de 1996 es va produir una tempesta convectiva de gran intensitat i curta duració —es calcula que aproximadament de 70 minuts— a la conca d'Aràs (amb una superfície de 18.56 km² i una capacitat màxima de drenatge de 150 m³). Les precipitacions van assolir un màxim diari de 178,4 mm i una intensitat màxima de 153 mm/h, l'equivalent a l'aigua que passava pel riu Ebre a Saragossa en tot un dia. Aquesta gran descàrrega d'aigua va destruir la majoria dels dics de contenció (considerablement colmatats de sediments) i va alliberar una gran quantitat de fangs, sorres i pedres aigües avall, que van impactar contra el càmping Virgen de las Nieves amb un cabal de 742 m³/s. Segons la Guàrdia Civil, es va arribar a formar una paret natural de 10 metres d'alçada.
A les 19:17 hores es va rebre la primera alerta telefònica per part d'un veí del municipi de Yosa a la Subdelegació del Govern d'Osca, i dos minuts després un membre de la Red de Radio de Emergencia de Protección Civil (Xarxa de Ràdio d'Emergència de Protecció Civil, REMER) va comunicar a la mateixa institució que una riuada s'estava emportant el càmping per davant. El Govern va comprovar la informació, va començar a coordinar les primeres accions i va comunicar la situació al Gabinet de Crisi del Govern de Madrid, la Diputació General d'Aragó, la Direcció General de Protecció Civil de Madrid, la Direcció General de la Policia, la Delegació del Govern a Aragó, la Diputació Provincial i l'alcalde de Biescas en aquell moment, Luis Sebastián Estaún García.
En un primer moment van ser els veïns els que van començar a traslladar els ferits al consultori mèdic de Biescas. Posteriorment, s'hi van desplaçar al lloc dels fets dotacions de bombers, Guàrdia Civil, Creu Roja, Institut Nacional de la Salut (INSALUD) i Policia Nacional, a banda d'unitats de 70 efectius de la Comandància Militar i del Ministeri de Foment (secció de carreteres). La Direcció General de Protecció Civil va considerar que es tractava d'un desastre de nivell 3 —la coordinació i direcció del qual és competència de l'Administració de l'Estat—, i a les 20:00 hores es va activar el Pla de Protecció Civil d'Aragó.
Estaún i un capità de la Guàrdia Civil van encarregar-se de la coordinació inicial i van instal·lar el Puesto de Mando Avanzado (Lloc de Comandament Avançat, PMA) a l'edifici de l'ajuntament de Biescas. A partir d'aquell moment, el president de la Diputació d'Aragó, Santiago Lanzuela, va assumir la coordinació de les unitats existents i el Governador Civil d'Osca, Eduardo Ameijide, el comandament de les Forces i Cossos de Seguretat de l'Estat i la direcció de les tasques de rescat.
L'operatiu es va dividir en cinc grups d'acció:
- Auxili i salvament: estava format per les dotacions encarregades del rescat i salvament de les persones afectades i desaparegudes.
- Seguretat: era l'encarregat de mantenir l'ordre a l'àrea limítrof a la zona d'intervenció, vetllar per la integritat de totes les persones involucades i identificar els cadàvers.
- Sanitari: constituït pel personal del Servei Aragonès de la Salut, tenia com a objectiu oferir el servei de primers auxilis, organitzar els trasllats dels ferits als hospitals més propers i activar els plans d'emergència hospitalaris de les zones més properes.
- Acció social: va dur a terme el suport i l'atenció als familiars dels desapareguts i afectats, a part de totes les accions psicosocials.
- Abastiment i suport logístic: es va encarregar de l'avaluació i el diagnòstic de totes les infraestructures i serveis limítrofs.

Aquella mateixa nit, 80 escolars de Fuenlabrada que s'havien allotjat al càmping La Peineta de Bielsa (municipi d'Osca situat en una vall contigua a la de Biescas) per a passar les vacances, van ser evacuats per la Guàrdia Civil i reallotjats en una casa de colònies pròxima. Minuts després, vora les 23:00 hores, l'emplaçament on havien acampat va quedar inundat per les fortes pluges de la zona.
L'endemà de l'accident van continuar les tasques de rescat, a les que s'hi van sumar una mobilització de 600 voluntaris, 300 militars de les Forces Armades i de la Brigada de Caçadors i de l'Escola Militar d'Alta Muntanya de Jaca —equipats amb grues i transports eruga de muntanya (TOM)—, una brigada mòbil de la Ertzaintza basca (que va aportar grups electrògens per a les accions nocturnes) i grups de bussejadors i espeleòlegs (alguns enviats per la Diputació de Sevilla) que van rastrejar la riba del riu Gállego a la recerca de desapareguts. En aquell moment, la xifra de víctimes mortals se situava provisionalment en 76 persones, 22 de les quals no havien pogut ser identificades a causa de la desfiguració i inflor d'alguns cadàvers per la humitat, mentre que altres van necessitar fins a 3 rondes de reconeixement. A fi de poder obtenir informació sobre l'estat de les víctimes, el Govern d'Aragó va posar a disposició dos números de telèfon, un per a l'estat de les víctimes i l'altre d'assistència als familiars. Protecció Civil i la Diputació General d'Aragó també van establir una línia cadascú per a la mateixa finalitat.
Entrada la nit, el nombre de morts era difícil de precisar a causa de l'existència d'un comandament únic, però s'elevava fins a prop de 80 persones; hores abans diversos cadàvers van ser trobats a la presa de Sabiñánigo (15 km més avall del càmping). Aquesta xifra romandria fins un any després, en què va ser trobat el cos sense vida d'una darrera víctima menor d'edat. En paral·lel, dos homes de nacionalitat portuguesa i un veí de la zona de nacionalitat espanyola van ser detinguts acusats de robar a l'interior de les caravanes i cotxes dispersos pel càmping, mentre que al nucli de població de Biescas es van viure moments d'escassetat d'aigua potable.
Les tasques de rescat, afectades per l'estat de la zona i algunes tempestes, es van prolongar fins a 15 dies més i van suposar la suspensió de les Festes Majors de Sant Llorenç del municipi de Biescas. El dia 10 d'agost, el palau de gel de Jaca va deixar de funcionar com a tanatori provisional i centre d'acollida dels familiars, i se li va atorgar la funció de centre de reconeixement. La resta de serveis es van traslladar al palau de congressos de la mateixa ciutat.

## Reaccions
A banda de la consternació expressada per la major part de municipis i de totes les comunitats autònomes estatals, al lloc dels fets s'hi va desplaçar el dia 8 d'agost des d'Oropesa el president del Govern espanyol, José María Aznar, que va qualificar la tragèdia com a «espectacle terrible», el ministre de l'Interior, Jaime Mayor Oreja, el rei Joan Carles I i la reina Sofia de Grècia. Els monarques espanyols van interrompre les seves vacances al Palau de Marivent (Palma) per a visitar el tanatori improvisat que s'havia instal·lat a Jaca en companyia de la ministra de Justícia, Margarita Mariscal de Gante Mirón. Ambdós representants estatals van sobrevolar la zona afectada en helicòpter i es van reunir amb els ferits i els membres institucionals de la zona afectada. El president de la Federació Espanyola d'Empresaris de Càmping, José María Rosell, va realitzar declaracions en defensa dels propietaris del càmping Las Nieves. Va assegurar que el fenomen meterològic havia estat una catàstrofe imprevisible en un allotjament relativament nou i que complia amb les mesures de seguretat corresponents, alhora que es va mostrar preocupat per la repercussió negativa sobre el sector que podia suposar l'accident de Biescas.
A nivell internacional, la tragèdia va provocar múltiples mostres de solidaritat. La Unió Europea va fer públic el seu condol per mitjà del seu comissari de Relacions Exteriors, el neerlandès Hans van den Broek. El canceller alemany Helmut Kohl i el seu Ministre d'Exteriors (Klaus Kinkel), i els presidents italià, francès i portuguès, Oscar Luigi Scalfaro, Jacques Chirac i Jorge Sampaio (respectivament), van enviar missatges de suport a les víctimes i a les seves famílies. També ho van fer el rei del Marroc Hassan II i el Papa Joan Pau II —aquest últim a través del bisbe d'Osca, Javier Osés.

## Conseqüències

### Danys materials i pèrdues econòmiques
A més a més de les afectacions desoladores del càmping, la riuada va provocar inundacions als baixos de diverses cases i establiments hotelers de Biescas. Nombroses persones també van afirmar haver vist fins a una cinquantena de cotxes flotant dos quilòmetres avall, ja a la conca del riu Gállego.
Les comunicacions de la població durant l'accident van quedar greument afectades. Fins a l'endemà de l'accident, Biescas va romandre sense llum ni línia telefònica. Es va fer patent l'escassetat de queviures i d'aigua potable i els accesos viaris van deixar aïllat el municipi: la carretera N-261 va quedar tallada i no es va poder recuperar el seu trànsit fins a la mitjanit de la mateixa jornada, moment en què la maquinària de la conselleria aragonesa d'Obres Públiques del Govern d'Aragó va poder restablir-ne la comunicació. La carretera A-136 en direcció a França, per la seva banda, va quedar tallada per esllavissades d'aigua, pedres i fang i no se'n va poder restablir el servei fins a l'endemà.
Pel que fa a la cobertura de les indemnitzacions, la catàstrofe natural estava habitualment exclosa de les clàusules de les assegurances obligatòries d'aquest tipus d'establiments, per la qual cosa al principi hi va haver un cert moment de confusió sobre qui devia assumir aquests costos. El Consorci de Compensació d'Assegurances, que l'endemà a l'accident havia enviat un responsable de taxacions per a avaluar els danys personals i materials provocats per la riuada.